# Pararhytiphora nigropunctata
Pararhytiphora nigropunctata är en skalbaggsart som beskrevs av Stefan von Breuning 1938. Pararhytiphora nigropunctata ingår i släktet Pararhytiphora och familjen långhorningar. Inga underarter finns listade i Catalogue of Life.